# Johannes Frießner
Johannes Frießner (ur. 22 marca 1892 w Chemnitz, Królestwo Saksonii, Cesarstwo Niemieckie, zm. 26 czerwca 1971 w Bad Reichenhall, RFN) – niemiecki wojskowy, generał pułkownik, dowódca grup armii „Północ” i „Południowa Ukraina”. Weteran I i II wojny światowej.

## Biografia
Za swoją służbę został odznaczony Krzyżem Rycerskim Krzyża Żelaznego z Liśćmi Dębu.
Freißner został zaciągnięty do Armii Cesarstwa Niemieckiego w 1911 roku i po wzorowej służbie w czasie I wojny światowej, służył dalej w Reichswerze.
W czasie II wojny światowej był kolejno dowódcą 102 Dywizji Piechoty, 23 Korpusu Armijnego (od 1942), Grupy Armii „Północ” oraz Grupy Armii „Południowa Ukraina”. 
Po zakończeniu wojny był do 1947 więziony przez Amerykanów. 

## Odznaczenia
- Krzyż Żelazny (1914)
  - II klasa (15 września 1914)
  - I klasa (19 września 1916)
- Order Królewski Korony IV klasy
- Kawaler Orderu Wojskowego Świętego Henryka
- Kawaler II klasy Order Zasługi Cywilnej z Mieczami
- Kawaler II klasy Orderu Alberta z Mieczami
- Zapinka do Krzyża Żelaznego (1939)
  - II klasa (27 lipca 1942)
  - I klasa (21 sierpnia 1942)
- Krzyż Niemiecki – złoty (9 czerwca 1943)
- Krzyż Rycerski Krzyża Żelaznego z Liśćmi Dębu
  - Krzyż Rycerski (23 lipca 1943)
  - 445. Liście Dębu (9 kwietnia 1944)